# بلدة إيست باي (ميشيغان)
إيست باي (بالإنجليزية: East Bay Township, Michigan)‏ هي بلدة تقع بولاية ميشيغان في الولايات المتحدة. تبلغ مساحتها 109.7 (كم²)، وترتفع عن سطح البحر 280 م، بلغ عدد سكانها 9919 نسمة في عام تعداد الولايات المتحدة 2000 حسب إحصاء مكتب تعداد الولايات المتحدة وتصل الكثافة السكانية فيها 96 نسمة/كم2.

## وصلات خارجية
- http://www.eastbaytwp.org/
- The US50 - Cities and Towns in Michigan State
- Michigan Cities and Towns, Facts, Map, Flag, Colleges, Government, and More